# Багратиони-Давитишвили, Михаил
Князь Михаил Багратион-Давыдов (груз.: მიხეილ დავითიშვილი; Багратион-Давитишвили) (род. ? — ум. 1799, Москва, Российская империя) — российский князь грузинского происхождения на службе у Российской Империи в первой половине XVIII века, участник персидского похода 1722 года. Генерал-майор русской императорской армии до своей смерти в 1799 году.

## Происхождение
Из обрусевшей кахетинской ветви грузинского царского рода Багратионов, князей Багратион-Давитишвили, прямой потомок последнего законного монарха единого Грузинского царства, Георгия VIII (1446-1466).  Род Багратиони-Давитишвили был одним из высокопоставленных княжеских родов Картлийского царства с собственным удельным княжеством — Садавитишвило, ликвидированным в 1801 году в связи с вхождением Картли-Кахетинского царства в состав Российской империи.

## Биография
Родился в Москве, образование получил там же. Проживал в Грузинской Слободе. Освоил военное дело.
Близкий друг батонишвили (царевича) Николоза, будущего царя Картлийского царства, а позднее Кахетинского, Ираклия I Багратиони (1688—1703, 1703—1709). Брат жены имеретинского царевича Александра Арчиловича Багратиони, первого в истории России генерал-фельдцейхмейстера. Отец Александра Арчиловича, царь Арчил II, в следствие феодальной раздробленности в грузинских царствах протестовал против находящихся в Картлийском и Кахетинском царстве князей Багратиони-Давитишвили, опасаясь их претензий на грузинские престолы.
Прадед одного из покорителей Закавказья, князя и генерала от инфантерии (1804) Павла Дмитриевича Цицианова со стороны его матери.
Вместе с отрядом московских грузин участвовал в Персидском походе русской армии (1722 г.).
Во время своего первого визита в Петербург (1725 г.) он женился на дочери на Вахтанга VI, царя Картли (1711—1714, 1716—1724).
Князь Михаил перевел «Вакафа (груз.: ვაკაფა)» — русско-грузинский диалог, написанный царем Картли Бакаром III. В том же 1725 году он составил вторую учебную книгу под названием «Мелочи познания Собранного счета» на основе русской и европейской литературы, которая была скорректирована и дополнена Вахтангом VI. Это был европейский тип учебника по математике (практической арифметике).
Генерал-майор русской императорской армии до своей смерти в глубокой старости в 1799 году.

## Наследие
Выявлено несколько рукописей князя Михаила Багратион-Давитишвили (Национальный центр рукописей, Фонд Ш-167, Фонд Н-2204; первая коллекция царевича Иоанна Багратион-Грузинского из Санкт-Петербургской государственной публичной библиотеки, рукопись No 313).